# ثمن الصمت (فلم 1960)
فيلم ثمن الصمت هو فيلم جريمة بريطاني عام 1960 من إخراج مونتغومري تولي، وبطولة جوردون جاكسون وجون ثوربورن، مع ماري كلير ومايا كوماني وتيرينس ألكساندر في الأدوار الثانوية.

## القصة
ريتشارد فولر (جوردون جاكسون) يجري مقابلة مع حاكم السجن قبل إطلاق سراحه. يعترف بالذنب بتهمة الاختلاس ولكن كان ذلك لمساعدة صديق لم يعيد الأموال كما وعد. عند رؤية كتاب على مقعد في حديقة قرر تغيير اسمه إلى لروجر فينتون من أجل بدء بداية نظيفة. لقد أسس مهنة جديدة كوكيل عقارات ولديه سحر وموهبة متميزة. حصل على مكتبه الخاص مع اسمه على الباب.
في سياق عمله التقى السيدة شيبلي الشابة التي لمعت عينيها فور رؤيته مفضلة إياه على زوجها المسن الذي هو شريك في الشركة. على الرغم من أن اهتمامه بالحب يكمن في مكان آخر مع أودري تروسكوت، تقول السيدة شيبلي إن تأثيرها يمكن أن يكسبه شراكة.
روجر يلتقي بصديق صحفي، جون براين، في حانة ويتبادلان النصائح. ومع ذلك، ماضيه يلحق به عندما يتنصت زميله السابق في الزنزانة سلاغ (سام كايد) على المحادثة. يقوم سلاغ لاحقًا بابتزازه ويبدأ في منحه 2 جنيه إسترليني في الأسبوع في متجر الحلويات الذي يملكه سلاغ. لكن سلاغ غيّر الصفقة وطالب بدفع مبلغ 600 جنيه إسترليني بدلاً من ذلك، واعداً بالاختفاء إذا تم دفع هذا المبلغ.
يبقى فينتون متأخرًا في المكتب في انتظار سلاغ (يخطط لقتله) لكنه يسكر. يغادر ويلتقي بالسيدة شيبلي التي تحاول إيقاظه. في هذه الأثناء، يذهب سلاغ إلى الموعد في المكتب. تصل السيدة ويست، وهي عميلة مسنة بمبلغ 300 جنيه إسترليني كوديعة على منزل، يقتلها سلاغ ويسرق المال. في هذه الأثناء يذهب فينتون لرؤية الآنسة تروسكوت ويعترف بكل شيء. يتفقون على الهروب معًا دون أن يدركوا أن هذا سيجعلهم مذنبين في جريمة القتل في المكتب.
يقيم فينتون في الشمال في منزل الآنسة تروسكوت الريفي. يقرأ عن جريمة القتل في الصحيفة ويذهب إلى الشرطة ليشرح الأمر. ومع ذلك، فإن حجة غيابه الرئيسية عن وقت القتل لا تدعم من قبل السيدة شيبلي التي تنفي رؤيته. ومن المفارقات، أن السيدة شيبلي شهدت الاتصال ودعمت حجة فينتون حيث أصبح حرا.

## طاقم التمثيل
- جوردون جاكسون - روجر فينتون
- جون ثوربورن - أودري تروسكوت
- مايا كوماني - ماريا شيبلي
- تيرينس الكسندر - جون برين
- ماري كلير - السيدة ويست
- فيكتور بروكس - المشرف ويلسون
- جوان هيل - اثيل
- أوليف سلون - صاحبة الأرض
- لويلين ريس - إتش جي شيبلي
- أنيت كير - الآنسة كولينز ، سكرتيرة المكتب
- نورمان شيلي - مستشار فوربس
- سام كيد - سلاغ
- نورمان ميتشل - المالك